# Антонис, Терри
Терри Антонис (англ. Terry Antonis; род. 26 ноября 1993, Банкстаун, Новый Южный Уэльс) — австралийский футболист, полузащитник. Выступал за сборную Австралии.

## Карьера

### Молодёжная
Антонис родился в пригороде Сиднея Банкстауне. Грек по происхождению. Впервые обратил на себя внимание прессы выиграв шоу футбольных талантов на седьмом канале. Терри выиграл поездку в Мадрид и участие в записи тренировочного DVD с Девидом Бекхэмом. Также заключил спонсорский контракт с «Adidas» благодаря своим исключительным способностям чеканки мяча. Он также рассматривался как преемник Тима Кэхилла и Бретта Холмана.
Антонис подписал свой первый контракт в 14 лет с «Эвертоном», но контракт был расторгнут после того как ФФА использовала правило ФИФА запрещающее переходы в заграничные клубы игроков до 18 лет.

### «Сидней»
В 2010 года подписал контракт с клубом «Сидней», а в феврале 2012 года Терри продлил контракт на три года. В апреле 2012 года находился на просмотре в клубе Бундеслиги «Боруссия» из Мёнхенгладбаха, рассматривался как потенциальная замена Марко Ройса. 22 июня дебютировал за клуб в товарищеском матче против «Макартур Рэмс». Первую официальную игру провёл 11 сентября 2010 года против «Веллингтон Феникс», а первый гол забил в ворота клуба «Аделаида Юнайтед» 16 февраля 2013 года.
По окончании сезона 2012/13, Антонис был приглашён на просмотр в нидерландский клуб «Утрехт», также «Сидней» принял предложение от клуба Серии A «Пармы». В апреле 2013 года было объявлено о том, что Терри подписал четырёхлетний контракт с «Пармой», но в июле 2013 года расторг свой контракт и вернулся в «Сидней».

### ПАОК
В августе 2015 года был куплен клубом Суперлиги Греции «ПАОК» за 500 000 долларов. СМИ также сообщили что Терри будет отправлен в аренду в клуб «Верия», который недавно возглавил Георгиос Георгиадис, однако трансфер так и не произошёл. Дебютировал в чемпионате 21 февраля 2016 года в матче против «Панатинаикоса», выйдя на замену на 84 минуте.

### В сборной
Дебютировал в составе сборной в матче против сборной Гонконга 3 декабря 2012 года, выйдя на замену Бретту Эмертону на 92-й минуте.
Был вызван в состав сборной для участия в Кубке Азии 2015, однако на поле так и не появился.

## Достижения
- Серебряный призёр молодёжного чемпионата Азии по футболу: 2010
- Победитель Эй-лиги: 2017/18
- Обладатель Кубка Южной Кореи: 2019